# Ruijgelaanse en Zonneveldspolder
Het waterschap De Ruijgelaanse en Zonneveldspolder was een waterschap in de Nederlandse provincie Zuid-Holland, in de gemeenten Valkenburg en Wassenaar.
In 1817 werden de Ruijgelaanse (Brouck-)polder (gesticht 26 april 1631) en de Zonneveldsepolder (gesticht vóór 1631) samengevoegd tot het waterschap de Gecombineerde Ruijgelaanse en Zonneveldspolder. In 1961 werd de naam gewijzigd in de Ruijgelaanse en Zonneveldspolder.
Het waterschap was verantwoordelijk voor de vervening, drooglegging en de waterhuishouding in de gelijknamige polder.